# Germain Laur
Pour les articles homonymes, voir Laur.
Germain Laur, né à Ronel (Tarn) le 31 mai 1895 et mort à Albi (Tarn) le 27 mars 1952, est un militant syndicaliste et socialiste, résistant français, chef du mouvement Combat dans le département du Tarn, déporté à Auschwitz-Birkenau.

## Biographie
Germain Laur nait de parents agriculteurs.
Après ses études primaires il s’engage volontaire en 1914 au 4e régiment de zouaves. Il reviendra avec la Croix de Guerre et la médaille militaire.
En 1919 il regagne son foyer et il est embauché à l’usine de métallurgie de Saint-Juéry : Le Saut du Tarn. Marié le 26 décembre 1919 à Eugénie Féral, il aura 4 garçons de son union : André, Emile, Jean et Louis. Son caractère droit, intègre, épris de justice sociale lui ouvre les portes du syndicalisme : il devient secrétaire de sa section de la CGT. Pour fait de grève, en mars 1922, il est renvoyé du Saut du Tarn.
Peu de temps après, il entre dans l'Administration des P.T.T. en qualité d'agent des lignes. Il passe le concours de Chef d'équipe. Le 29 août 1931 il est nommé à Eauze qu’il quittera le 21 mai 1933 pour revenir au sein de sa famille. Pendant la guerre de 14/18 il a servi sous les ordres d'un capitaine qui plus tard sera le général Giraud. Souvent il médite les paroles  de ce général : "Le chef est celui qui s'impose et non celui qu'on impose, c'est celui que l'on suit au combat, il doit savoir se faire aimer et obéir, pour cela il faut aider le faible ". Ces paroles resteront toujours dans sa mémoire. Il essaiera d'en faire son profit dans toutes les occasions de sa vie.
Dès son entrée dans les P.T.T. il adhère à la Fédération postale. La direction lui confie le secrétariat Départemental des agents techniques. Il est alors militant à la fois de la CGT et de la SFIO.
Dès 1940, Germain Laur participe à la résistance. En novembre 1940 il est "courrier". En 1941 il devient "courrier" et "boite à lettre". Il devient membre du Comité Directoire Départemental de Combat sous le nom de "Pons », puis « Cézerac » et enfin « Dubois ». En 1942 ses responsabilités s'amplifiant, il délègue à son fils aîné André (1920-2014) dit "Pétrarque", la délicate tâche de la fabrication de faux papiers. En 1943 il devient le chef départemental de Combat jusqu'au jour de son arrestation, le 1er mars 1944. Il reste à la prison St Michel à Toulouse du 1er au 26 mars 1944. Ensuite c’est le départ vers Compiègne du 27 mars au 22 avril, puis la déportation (matricule 185856) au camp d’Auschwitz-Birkenau du 30 avril à sa libération par les troupes russes le 27 janvier 1945.
II revient à Albi le 11 mai 1945 pour la plus grande joie des siens. Il reprend son travail et ses activités syndicales. Lors de la scission de 1947, il quitte la CGT pour rejoindre les rangs de FO dont il devient le secrétaire départemental. Il se consacre dès lors à la cause des déportés et c'est ainsi qu'il est nommé vice président départemental de la FNDIRP mais en 1950 il quitte cette fédération et s'affilie à la FNDIR. Au congrès constitutif, il est élu président départemental.
Il décède à Albi d’une crise cardiaque le 27 mars 1952.

## Distinctions
- Médaille militaire
- Croix de Guerre 14/18
- Croix de Guerre 39/45
- Médaille de la Résistance avec rosette
- Légion d'honneur

## Hommages
- Son nom est attribué à une rue d'Albi.